# Blanco letal
Blanco letal es la cuarta entrega de la serie de novelas detectivescas Cormoran Strike, escrita por J. K. Rowling bajo el pseudónimo de Robert Galbraith.

## Argumento
Billy, un joven atormentado, acude a la oficina de Cormoran Strike para pedirle su ayuda en el esclarecimiento de un crimen que cree haber presenciado cuando era niño. Billy ha tenido algunos trastornos mentales y no puede recordar algunos detalles concretos, pero su relato tiene un dejo de honestidad. Strike queda impactado por el relato pero, antes de que pueda seguir cuestionándolo, Billy huye de la oficina aterrorizado.
Strike y Robin Ellacott (antes su asistente, ahora socia de la agencia) se embarcan en una pesquisa que los lleva por las callejuelas de Londres, un sanctasanctórum dentro del Parlamento británico e incluso una casona siniestra en la campiña.
Entrelazada en la investigación, la vida personal de Strike se vuelve tumultuosa: la fama y la reputación que le ha conferido su trabajo previo de detective le impide operar en secreto, como antes. Además, su relación con Robin se torna más tensa que nunca: Robin se ha convertido en parte invaluable del negocio, pero el aspecto personal es mucho más complicado.

## Antecedentes
Blanco letal es precedida por El canto del cuco, El gusano de seda y El oficio del mal; la novela retomará la historia directamente desde el momento de culminación de El oficio del mal. Rowling anunció la finalización del manuscrito de la obra el 23 de marzo de 2018, tras casi dos años de trabajo.
El lanzamiento de la novela en inglés se programó para el 18 de septiembre de 2018. Este volumen es el más largo de la serie hasta ahora.

### Título
El 14 de marzo de 2017, Rowling anunció el título de la cuarta entrega de la saga Strike a través de un juego del ahorcado en Twitter. A juzgar por las imágenes con temática equina que la autora ha publicado desde entonces, el título parece hacer referencia a la aganglionosis ileocolónica, enfermedad congénita conocida también como «síndrome letal del potro blanco» (lethal white foal syndrome).